# زلزال
زلزال (زلزله) نود و نهمین سوره قرآن است که در جزء سی‌ام قرار گرفته نام سوره از آیه اول آن گرفته شده‌است. سوره در مدینه نازل شده و دارای ۸ آیه، ۳۶ کلمه و ۱۵۸ حرف است.
بنابر احادیث سوره زلزله، معادل با یک چهارم قرآن است.

## مفهوم
سوره زلزله از نشانه‌های روز قیامت می‌گوید و نشان دهنده این است که در آن روز هرکس نتیجه اعمال خود را می‌بیند، در روایات و احادیث گفته شده تلاوت سوره زلزله به منزله تلاوت یک‌چهارم قرآن است و معادل سوره بقره است.

## نام‌ها
واژه زلزال به معنی زمین لرزه، لرزش و زلزله است.
نام اصلی این سوره زلزله است. بیشتر مفسران گفته‌اند این سوره، مدنی است. نام زلزال از آیه اول آن گرفته شده‌است.

## محل و ترتیب نزول
این سوره بعد از سوره نساء و مشهور است به احتمال صحیح در مدینه نازل شده‌است. هرچند دربارهٔ مکی یا مدنی بودن اختلاف است. این سوره در ترتیب نزول، نود و سومین سوره‌ای است که بر محمد نازل شد.

## محتوای سوره
- از نشانه‌های وقوع قیامت (اَشراطُ الساعة) یعنی زلزله نهایی و برهم خوردن نظم کائنات در قیامت سخن می‌گوید.[۱]
- از شهادت زمین به تمام اعمال آدمی سخن به میان آمده‌است.
- از تقسیم مردم به دو گروه «نیکوکار» و «بدکار» و رسیدن هرکس به اعمال خود سخن می‌گوید.[۳]

## آیات مشهور
فَمَن یَعْمَلْ مِثْقَالَ ذَرَّةٍ خَیْرًا یَرَهُ وَ مَن یَعْمَلْ مِثْقَالَ ذَرَّةٍ شَرًّا یَرَهُ (آیه ۷ و ۸)
این دو آیه نشانگر این است که، هر کس به اندازه ذره‌ای خوبی یا بدی کند، نتیجه آن را خواهد دید. در تفسیر آمده‌است که منظور از یَرَه:(آن را خواهد دید)، نتیجه عمل یا نامه اعمال یا خود عمل می‌باشد. در واقع این دو آیه بر تجسم نتیجه اعمال دلالت می‌کنند.

## لغات سوره
اثقالها: یعنی مردگان

## فضیلت سوره
- در حدیثی از محمد آمده‌است:[۵]

هرکس آن را تلاوت کند گویی سوره بقره را قرائت کرده، و پاداش او به اندازه کسی است که یک چهارم قرآن را تلاوت کرده باشد.
- و در حدیثی از جعفر صادق روایت شده:[۲]

هرگز از تلاوت سوره «اذا زلزلت الارض» خسته نشوید، چرا که هرکس آن را در نمازهای نافله بخواندهرگز به زلزله گرفتار نمی‌شود، و با آن نمی‌میرد، و به صاعقه و آفتی از آفات دنیا تاهنگام مرگ گرفتار نخواهد شد.